# Праздник с сифилисом
«Пра́здник с си́филисом» — юмористический рассказ Михаила Булгакова.
Рассказ написан 27 марта 1925 года. Впервые опубликован в газете «Гудок».

## Сюжет
Сельского фельдшера Ивана Ивановича в праздник 8 марта приглашают выступить в избе-читальне с докладом. Фельдшер приходит в подвыпившем состоянии и, выступая с докладом, неожиданно затрагивает тему сифилиса.

## Герои рассказа
- Иван Иванович — санитарный фельдшер.
- Председатель собрания — обезличенный второй главный герой рассказа.
- Виновницы торжества — женщины (40 человек).

## Тема сифилиса
Будучи врачом, Булгаков занимался лечением сифилиса. Проживая в Киеве, Булгаков практиковал как врач в кабинете с табличкой «Венерические болезни и сифилис».
Тема сифилиса поднимается и в других произведениях Булгакова, например, в рассказе «Звёздная сыпь». Исследователи творчества Булгакова также отмечали симптомы сифилиса у Воланда в романе «Мастер и Маргарита» и у персонажей романа «Белая Гвардия».

## Место действия
Место действия рассказа разворачивается в реально существующей деревне Лака-Тыжма, расположенной в Кизнерском районе Удмуртии.